# Tsvitótxne
Tsvitótxne (en (ucraïnès) Цвіточне, en rus: Цветочное) és un poble de la República Autònoma de Crimea a Ucraïna, que el 2021 tenia 3.000 habitants. Pertany al districte de Bilogorsk.